# Natalie Darwitz
Natalie Rose Darwitz (Saint Paul, 13 ottobre 1983) è un'ex hockeista su ghiaccio statunitense.

## Palmarès

### Olimpiadi
- Argento a Salt Lake City 2002.
- Argento a Vancouver 2010.
- Bronzo a Torino 2006.

### Mondiali
- Oro a Svezia 2005.
- Oro a Cina 2008.
- Oro a Finlandia 2009.
- Argento a Finlandia 1999.
- Argento a Canada 2000.
- Argento a Stati Uniti 2001.
- Argento a Canada 2004.
- Argento a Canada 2007.

### Coppa delle 4 Nazioni
- Oro a Svezia 2003.
- Oro a Stati Uniti 2008.
- Argento a Finlandia 1998.
- Argento a Canada 1999.
- Argento a Stati Uniti 2000.
- Argento a Canada 2002.
- Argento a Stati Uniti 2004.
- Argento a Finlandia 2005.
- Argento a Canada 2006.
- Argento a Svezia 2007.